# Petrovačko polje
Petrovačko polje je krško polje u zapadnoj Bosni i Hercegovini kojim se do početka 20. stoljeća označavalo polje koje se prostire neposredno uz Bosanski Petrovac površine od 46 km2. Kada su geografi i arheolozi počeli istraživati predjele oko Bosanskog Petrovca uveli su naziv Petrovačko polje za prostor okružen planinama Grmečom, Srneticom, Klekovačom i Osječenicom ukupne površine 202 km2. Sastoji se iz 11 manjih cjelina: polje uz Drinić i Bukovaču, Vedro polje, Petrovačko polje u užem smislu te riječi, Medeno polje, Kamenito polje, Suvajsko polje, Bjelajsko polje, Trnjaci, Rudno polje, Ogumača i Krnjeuško polje. Nadmorska visina polja je između 630 i 710 metara. 
Kroz Petrovačko polje prolazi cesta od Bihaća prema Jajcu.
Geološka građa Petrovačkog polja predstavljena je stijenama mezozojske starosti. To su pretežno karbonatske stijene (vapnenci i dolomiti).
Prvobitni reljef u predjelu Petrovačkog polja stvoren je tektonskim pokretima. Tim procesima stvorene su osnovne konture reljefa, kako Grmeča, Osječenice i Klekovače, tako i samog polja. Geološki dokazi postoje o postojanju neogenog jezera u predjelu Petrovačkog polja. Jezero je imalo zalivski karakter i imalo je vezu s mnogo većim jezerom na bihaćkom području. Povlačenjem jezera ostalo je korito petrovačke prarijeke čiji ostaci se i danas vide kod Revenika. To je period erozije i formiranja današnjeg reljefa.
Istovremeno se stvaraju površinski i podzemni krški oblici. Od površinskih to su škrape i vrtače, kojih ima toliko na pojedinim dijelovima da se mogu nazvati "boginjavim kršom". Podzemni krški reljef je zastupljen špiljama (istraženo sedamnaest), i pećinama (istraženo šest).
U pretpovijesno vrijeme naseljavalo ga je Ilirsko pleme Deura. Zatim dolaze Rimljani za koje ima prometni značaj.
Srednjovjekovna stara hrvatska župa Pset je uglavnom obuhvaćala Petrovačko polje. Jačanjem bosanske države iza 1322. pod Stjepanom II Kotromanićem ovi krajevi po prvi put ulaze u njen sastav.